# Российская оккупация Херсонской области
Российская оккупация Херсонской области в ходе российско-украинской войны началась после полномасштабного вторжения 24 февраля 2022 года. Областной центр — город Херсон — и правобережная часть области с ноября 2022 года находится под контролем Украины. С захвата Херсонской области началась оккупация и других территорий юга Украины. 26 апреля 2022 года на оккупированных территориях Херсонской области была создана оккупационная администрация. 30 сентября 2022 года после фиктивного референдума глава этой администрации подписал договор о «вхождении в состав России» и Россия формально аннексировала Херсонскую область.
По свидетельствам, собранным международными правозащитниками, в оккупированных Херсонской и Запорожской областях Вооружённые силы России пытают и убивают местных жителей. Многих людей «задерживают», после чего они пропадают. Прокуратура Украины зарегистрировала 4 — 5 тыс. случаев задержания гражданских, фактическое число может быть намного больше. 
Россия проводит политику насильственной русификации на оккупированных ею территориях области — в школах преподают только на русском языке даже в полностью украиноязычных населённых пунктах, желающие учиться на украинском вынуждены делать это втайне от оккупационных властей. Во время оккупации Херсона в городе уничтожалась украиноязычная литература.
11 ноября 2022 года Вооружённые силы Украины в ходе своего контрнаступления вернули контроль над Херсоном. В тот же день российская армия заявила об отводе своих сил с правого берега Днепра. При этом пресс-секретарь президента РФ Дмитрий Песков заявил, что уход российских войск из Херсона «никак не поменяет статуса Херсонской области», об аннексии которой ранее объявили российские власти. Временной административной столицей оккупированной части Херсонской области российские власти объявили Геническ.
Херсон был единственным областным центром, захваченным Россией во время полномасштабного вторжения. На протяжении восьмимесячной оккупации оставшиеся мирные жители оказывали силам РФ ожесточённое сопротивление, включая нападения на назначенных РФ чиновников и закладку бомб. Россия ввела в оккупированном регионе рубль в качестве средства платежа, а также российскую мобильную связь, украинское телевидение было отключено, протесты запрещены. Украинские чиновники, отказавшиеся сотрудничать с РФ, в том числе мэр Херсона Колыхаев, были похищены, были организованы тюрьмы (5 в Херсоне и 4 в области), куда заключали недовольных, где их пытали и угрожали смертью. Была создана оккупационная администрация.

## Захват
Херсон стал одним из первых крупных населённых пунктов Украины, оккупированных российскими войсками в начале войны: сказалась близость к административной границе Крыма. Ночью 24 февраля 2022 года в 3:45 российские военные пытались прорваться через КПП «Каланчак», к 8:45 утра государственная пограничная служба Украины опубликовала видео движения десятков российских военных машин через КПП «Чонгар». Наступление велось одновременно по нескольким направлениям.
Около полудня ранее запечатлённая на границе техника была замечена возле Каховской ГЭС в глубине области. Из 90 тысяч российских военных, сосредоточенных в Крыму на момент вторжения, в Херсонскую область выдвинулись около 35 тысяч, которым противостояли 15 тысяч служащих ВСУ. В первые дни войны ВС РФ оккупировали несколько крупных населённых пунктов: Геническ, Скадовск, Алёшки, Голую Пристань, Каховку, а также Новую Каховку и переправу возле неё.
Генический автомобильный мост ценой своей жизни подорвал сапёр Виталий Скакун (посмертно удостоен звания Героя Украины). Бои за Антоновский мост через Днепр шли два дня. Попытки захвата Херсона продолжались с 25 февраля, но ВСУ удавалось выбить российские войска из городских кварталов. Местные жители готовили оборону города: создали штаб, строили баррикады, устанавливали противотанковые ежи и готовили коктейли Молотова. Однако подготовки и обеспечения добровольцев и территориальной обороны было недостаточно для противодействия регулярной армии, десятки человек погибли.
Из-за значительного превосходства противника в живой силе и оружии украинские военные были вынуждены отступать. Российские войска заняли окрестные сёла и аэропорт в Чернобаевке, взяли Херсон в кольцо и к 3 марта установили контроль над городом. Местные власти сообщали о 300 погибших в черте города, но даже приблизительной информации о числе жертв в области не было. Из-за серьёзного повреждения тел и отсутствия в Херсоне необходимого для анализа ДНК оборудования до ⅔ погибших в ходе захвата Херсонской области не были опознаны.
26 апреля украинский горсовет, в котором ранее работал мэр Игорь Колыхаев, был захвачен российскими войсками.

## Период оккупации
После оккупации Херсона ВС РФ установили на территории города собственные правила пребывания, включающие ограничение на передвижение и ночной комендантский час. К началу апреля на территории Херсонской области российские войска начали заменять украинские флаги на российские.
С 23 мая в Херсонской области был введён в оборот рубль с курсом, установленным на уровне 2 рублей за гривну. Бизнес обязали под угрозой компенсации или порчи имущества указывать рубль на ценниках и принимать к оплате несмотря на его малое хождение и низкую востребованность. 25 мая указом Владимира Путина был введён упрощённый режим получения российского гражданства для жителей Херсонской области. Как отмечала «Медуза», паспорта в первую очередь получали пожилые люди, вынужденные оформлять российскую пенсию из-за невозможности получить украинскую пенсию в украинском банке или через «Укрпочту», а также предприниматели, от которых требуют перерегистрации в новой налоговой.
По словам местных жителей, в ходе оккупации области военные РФ использовали одну из херсонских тюрем для пыток жителей области, поддерживающих Украину. Многие пропали без вести. Жители также свидетельствуют о происходивших убийствах задержанных. По словам президента Украины, украинские следственные органы в области задокументировали более 400 военных преступлений.
13 октября глава оккупационной администрации Херсонской области Владимир Сальдо призвал местных жителей эвакуироваться в связи, по его словам, с ежедневными ракетными обстрелами наступающих украинских войск.
В середине октября оккупационные власти предложили местному населению выехать «на отдых», утверждая при этом, что речь не об эвакуации и будто украинское наступление бесперспективно. Позже Марат Хуснуллин заявил, что все жители Херсона, которые захотят переехать в регионы РФ, получат российскую государственную материальную поддержку.
27 октября Владимир Сальдо заявил, что были эвакуированы более 70 000 жителей Херсонской области. Украинская сторона, в свою очередь, сравнила процесс с советской депортацией местного населения.
9 ноября Сергей Шойгу и Сергей Суровикин объявили о выводе российских войск с правого берега Днепра, на котором располагается часть области, включая областной центр. Множество украинских политиков заявило, что не верят в добровольный уход российских войск, и посчитали это объявление обманом.

### Гуманитарный кризис
После оккупации Херсонская область оказалась отрезана от поставок продовольствия и лекарств. Частично ситуацию сгладили рынок на границе области, откуда привозили местные овощи, и птицефабрика, которая осталась без кормов и решила отдавать своих кур всем желающим. Волонтёры собирали списки и доставляли тушки в детские дома и больницы, а владельцы местного общепита организовали готовку и раздачу горячей еды. Другие продукты российские военные завозить не позволяли. Например, 19 марта в Херсонскую область не пустили 14 фур с мясом, детским питанием и лекарствами из Днепропетровской области. При этом российские военные пытались организовать показательную раздачу своей гуманитарной помощи (консервов, масла, круп — по словам горожан, часто просроченных).
С начала оккупации в Херсонской области сложилась кризисная ситуация с обеспечением лекарствами. Закончились запасы инсулина, гормональных препаратов, сердечных лекарств, препаратов для химиотерапии, психотропных и т. д. В группе риска оказались в первую очередь пенсионеры, у которых не было запаса лекарств от хронических болезней. Из-за блокирования российскими военными поставок украинской гуманитарной помощи волонтёрам приходится доставлять лекарства по опасным объездным дорогам из Николаева. Российские медикаменты по в 3—4 раза завышенным ценам привозят военные и перекупщики из Крыма, но медики опасаются их покупать их из-за нарушений условий хранения и перевозки и опасений получить обвинения в коллаборационизме. По сообщениям The Guardian, с начала оккупации нехватка медикаментов в Херсонской области унесла больше жизней, чем огнестрельные ранения.
С началом войны из фактически приграничного Херсона начали уезжать местные жители. К маю город покинули около 100 тысяч человек — половина населения. По состоянию на середину лета было два маршрута выезда с оккупированных территорий: в Россию через Крым и в Запорожье через 20-километровую «серую зону», которая регулярно подвергалась обстрелам. В направлении подконтрольных Украине территорий были установлены десятки блокпостов, выезд неоднократно блокировали российские военные. Большое число херсонцев — до 40 тысяч человек — принял Кривой Рог. Там же разместились администрации ряда громад Херсонской области. Начиная с мая в оставленное украинцами жильё начали заселять российских военных. В конце июня — начале июля, ссылаясь на успехи ВСУ на южном фронте и планируемую деоккупацию, власти Украины призвали жителей Херсонщины эвакуироваться.

### Цензура и пропаганда
Сразу после занятия города, 3 марта, российские военные захватили Херсонскую телебашню и со следующего дня организовали трансляцию российских телеканалов, в том числе «Крым 24» (где в дальнейшем были запущен специальный выпуск новостей «Херсон-24», в котором оккупацию называли «освобождением»). Первое время в Херсоне работали и украинские телеканалы — с искажающим смысл сообщений дубляжом на русском языке. Днём позднее в Херсоне начали глушить радио, последовали отключения интернета и мобильной связи. После того как в город протянули оптоволоконный кабель из Крыма, местных интернет-провайдеров вынудили переключиться на российскую инфраструктуру.
Следствием перенаправления интернет-трафика через российскую инфраструктуру стали перебои в интернет-соединении и цензура, ещё более жёсткая, чем в самой России. У жителей Херсонской области исчез доступ к украинским новостным ресурсам, а также соцсетям Twitter, YouTube, Facebook, поисковику Google, мессенджеру Viber и другим ресурсам. Также Россия пытается контролировать в Херсоне мобильную связь, запущен местный сотовый оператор, использующий номера с российским кодом «+7».

### Сопротивление оккупации
Появление российских военных в Херсоне встретили протестами. На первый мирный митинг против вооружённого вторжения 5 марта вышли около 2000 жителей. Массовые протесты против российской оккупации города приняли регулярный характер, и российские военные начали разгонять протесты с помощью шумовых гранат, резиновых пуль и огнестрельного оружия. В ходе подавления протестов 13 марта и 21 марта были ранены несколько гражданских. Ответом оккупационных войск на недовольство стали похищения, избиения, пытки, допросы.
Российских военных особенно интересовали участники митингов, активисты, члены теробороны, бывшие участники АТО, сотрудники СМИ. Многочисленные случаи насилия подтверждали медики, журналисты и общественные организации (например, Human Rights Watch). По информации местных жителей, пыточные тюрьмы были организованы, по меньшей мере, на месте изолятора временного содержания на ул. Теплоэнергетиков, 3 в Херсоне и в селе Нововознесенское. Фактически прибегнув к террору местного населения, российские военные смогли добиться почти полного прекращения публичных выступлений против оккупации.
Ответом на российскую оккупацию стало формирование на территории Херсонской области движения сопротивления, действующего в тесной связке с силами специального назначения Украины. Партизаны отслеживают перемещения российских войск, собирают разведданные с дронов, ведут пропаганду с помощью листовок и граффити, похищают оружие, помогают украинским военным выбраться из окружения. Одной из целей партизан стали коллаборанты: на чиновников, которые перешли на сторону оккупантов, была совершена череда покушений.

#### Нападения на коллаборационистов
20 марта в Херсоне был убит перешедший на сторону России чиновник Павел Слободчиков, а 20 апреля пророссийский блогер Валерий Кулешов. 24 июня 2022 года при взрыве машины в Херсоне погиб директор управления молодёжи и спорта Дмитрий Савлученко. Он был известен своей пророссийской деятельностью до начала войны. Советник главы Херсонской областной военной администрации Сергей Хлань заявил, что Савлученко был убит украинскими партизанами, направленными ВСУ.
6 августа сообщалось, что был убит заместитель главы «новой администрации» Новой Каховки Виталий Гура. Сообщалось, что в него несколько раз выстрелили в его доме, и что он умер во время транспортировки в Крым. Но эта информация не подтвердилась.
Несколько чиновников-коллаборантов из Херсона пострадали в результате точечных атак РСЗО HIMARS: начальник департамента труда была ранена при ударе по зданию обладминистрации 16 сентября, бывший депутат Верховной рады от «Партии регионов» Алексей Журавко — при обстреле здания гостиницы, первый замглавы областной оккупационной администрации по безопасности — в результате точного попадания по его дому.

### Символы сопротивления
- Тема Чернобаевки широко использовалась на украинской патриотичной атрибутике. После нескольких успешных операций украинских военных Чернобаевка как символ успешного сопротивления стала темой множества мемов[87].
- В народе арбуз широко ассоциируется с Херсоном. Согласно соц. опросу 13 % ассоциируют этот город с арбузом[88]. После деоккупации многие украинские компании добавили на свои логотипы арбуз[89][90].

## Освобождение
19 октября 2022 года, в ожидании украинского наступления, российская администрация объявила о начале эвакуации служащих и населения с правого берега Днепра. 9 ноября российское командование сообщило о сдаче Херсона.
11 ноября в город Херсон зашли украинские военные. Местные жители отпраздновали освобождение города: скандировали «ЗСУ» (рус. ВСУ, (Вооруженные силы Украины)), обнимали украинских солдат, пока те вывешивали флаг Украины над зданием полиции. Пожилая женщина в одном из освобожденных сел передала украинским военным ленту патронов. Флаги Украины и Европейского союза были подняты над памятником на главной площади Херсона, там же толпа тепло приветствовала украинского солдата с арбузом в руке.
Отступление российских войск знаменует собой серьёзную неудачу для ВС РФ, поскольку этот город был единственным областным центром Украины, попавшим под оккупацию России с начала вторжения. В течение нескольких дней российские войска уступили около 40 % территории Херсонской области, расположенной по обе стороны Днепра. Дмитрий Песков в ходе очередного брифинга с журналистами заявил, что это по-прежнему часть России: «Это законодательно закреплено и определено. Здесь не может быть никаких изменений». На прямой вопрос, было ли отступление России «унизительным» для президента Владимира Путина, Песков ответил: «Нет».

### Жертвы
После освобождения правого берега Херсонской области, по данным прокуратуры Украины, были обнаружены тела 432 убитых мирных жителей.

## Оккупационная администрация
16 марта пророссийским собранием был сформирован так называемый «комитет спасения за мир и порядок», а 18 марта, как сообщали некоторые СМИ, Игорь Кастюкевич был назначен врио мэра г. Херсон.
После захвата городского совета 26 апреля российские военные сформировали оккупационную администрацию, называемую Военно-гражданская администрация Херсонской области, поставив во главе города Александра Кобеца, а во главе области — Владимира Сальдо.
Одной из первых инициатив оккупационной администрации стало присоединение региона к Российской Федерации — с соответствующей просьбой планировали обратиться к президенту России Владимиру Путину. 29 июня Стремоусов заявил о начале подготовки к «референдуму о присоединении Херсонской области к РФ». 20 сентября было объявлено о проведении с 23 по 27 сентября «референдумов» на всех оккупированных территориях Украины.
При участии ВГА проводилась пропагандистская кампания об аннексии области Россией. 30 июля в здании Херсонского государственного университета был проведён форум «Мы вместе с Россией» с участием членов ВГА, на котором обсуждали и возможный будущий референдум. Ранее сообщалось о создании в оккупированной Запорожской области организации «Мы вместе с Россией».
21 сентября в преддверии «референдумов» о присоединении к России оккупированных территорий Сальдо заявил о включении Снигиревского и Александровского муниципальных округов Николаевской области в состав Херсонской области.
28 сентября, после объявления результатов «референдума о присоединении к Российской Федерации», Владимир Сальдо обратился к Владимиру Путину с просьбой о «вхождении в состав РФ». 30 сентября состоялось подписание договора о «вступлении в состав России».
В апреле 2023 года на оккупированных территориях Херсонской и Запорожской областей Москва решила не проводить прямых выборов губернаторов.

### Структура администрации
Оккупационную администрацию Херсонской области возглавляет губернатор, которым с 4 октября 2022 года является Владимир Сальдо (до 23 сентября 2023 года был исполняющим обязанности, затем кандидатура утверждена областной думой). Главой правительства под оккупацией с 25 ноября 2022 года является Андрей Алексеенко. Областная дума была «избрана» в единый день голосования 10 сентября 2023 года, председатель думы — Татьяна Томилина. После отступления российских войск с правого берега Днепра с 12 ноября 2022 года фактическим административным центром оккупированной территории стал Геническ, хотя официальным административным центром считается Херсон.

### Административно-территориальное деление
5 августа 2022 года временная оккупационная администрация заявила об отмене прошедшей в 2019 году украинской реформы административно-территориального деления, образовав 18 районов. 17 августа было анонсировано образование соответствующих им муниципальных округов, а также создание двух городских округов — Херсона и Новой Каховки. В дальнейшем созданы ещё два района на оккупированной территории Николаевской области,  — Снигирёвский и Александровский округа.
После отступления с правого берега Россия фактически контролирует только 13 муниципальных округов из 20 заявленных. Временным административным центром в ноябре 2022 года стал Геническ.

## Кражи

### Кража украинского зерна
В ходе оккупации в Россию с территории Херсонской области начали массово увозить зерно урожая 2021 года, в том числе проводя рейдерские атаки на хозяйства. Это проводится на фоне российской блокады экспорта украинского зерна в другие страны.
27 апреля Законодательное собрание Красноярского края сообщило о решении организовать «экспроприацию излишков» урожая фермеров Херсонской области для компенсации нехватки зерновых культур, огурцов и других овощей вследствие иностранных санкций. Глава краевого комитета по делам села и аграрной политики отметил, что этот опыт в дальнейшем смогут успешно внедрить и в других регионах. Позднее публикация пропала с сайта, а пресс-служба парламента региона заявила о взломе. В мае оккупационные власти заявили о начале вывоза в Россию зерна из Херсонской области.

### Кража культурного наследия
Перед выходом из Херсона российские войска вывезли в Крым экспонаты двух основных музеев города — краеведческого и художественного, а также часть собрания областной научной библиотеки. Всего было вывезено более 15 000 экспонатов (в том числе около 10 000 — из художественного музея). Кроме того, из города забрали памятники Александру Суворову, Фёдору Ушакову, Василию Маргелову, Григорию Потёмкину, а также прах последнего.

### Енот из Херсона
11 ноября 2022 года крымский бизнесмен, директор парка львов «Тайган» и зоопарка «Сказка» Олег Зубков опубликовал видео, где несколько человек в Херсонском зоопарке вытаскивают животных, в том числе енота. В тот же день русская поэтесса и военный корреспондент Анна Долгарева сообщила: «У меня очень просили хороших новостей по Херсону, но реально единственная хорошая новость [заключается] в том, что мой товарищ успел покрасть [украсть] енота из Херсонского зоопарка». Скриншот поста Долгаревой разлетелся по Твиттеру, где затем было опубликовано множество мемов и шуток про енота. Мем с енотом стал вирусным в социальных сетях, а украинцы превратили енота в героя войны.
12 ноября был создан Telegram-канал «Енот из Херсона», где стали публиковаться посты в поддержку российских десантников от имени енота, видеозаписи енота и рисунки с ним. Остальные животные, взятые из Херсонского зоопарка, были вывезены в крымский львиный парк «Тайган», а енот, названный Херсоном, по какой-то причине остался в распоряжении ВДВ.

## Разрушение инфраструктуры
Перед отступлением из Херсона российская армия взорвала телевышку и телецентр, несколько котельных, городскую ТЭЦ, насосную станцию водоканала и распределяющие узлы Херсоноблэнерго. Солдаты минировали дороги, обрывали линии электропередач и сносили вышки мобильной связи, оставив город к моменту деоккупации без связи, тепло-, водо- и электроснабжения. В день отступления в области было взорвано как минимум 7 мостов (из которых 4 — через Днепр), в том числе Антоновский и мосты над плотиной Каховской ГЭС; российские СМИ и британская разведка приписывают их уничтожение российским войскам. В ходе боёв был разрушен аэропорт «Херсон», где базировались и подвергались украинским обстрелам российские силы вторжения.

## Предполагаемые военные преступления
В конце июля Human Rights Watch опубликовала результаты подробного расследования 42 случаев насильственных исчезновений гражданских лиц, избиений и пыток, жестокого обращения с военнопленными и других военных преступлений. Атмосферу страха в Херсоне один из собеседников описал следующим образом: «Ты не знаешь, когда за тобой придут… и когда тебя отпустят». В числе прочих Human Rights Watch описала следующие случаи:
- Многодневное заключение, пытки электрошокером и удушением, неоднократные избиения трёх захваченных в плен членов теробороны. Первый умер от последствий пыток после того, как ему 22 дня отказывали в медицинской помощи; второго утопили в Днепре с гирей на ноге, третьего обменяли на российских пленных. Ему сломали 7 ребёр, выбили зубы, травмировали почки, нанесли множественные травмы мягких тканей, он получил сотрясение мозга.
- Похищение и многочасовые избиения участников протестов, включая члена совета одного из городов Херсонской области. Они рассказывали о многочасовых избиениях (в одном из случаев — с применением бейсбольной биты), угрозах травматической кастрацией, содержании в голоде, угрозах задержания родных в случае отказа от дачи признательных показаний и т. д. Среди полученных ими травм — переломы костей, размозжение клетчатки.
- Незаконное лишение свободы представителей власти, предпринимателей, общественников и других людей, обладающих влиянием. В их числе мэры Херсона, Мелитополя и ещё 4 населённых пунктов, 3 руководителя территориальных общин, 17 членов областных и местных советов, 43 сотрудника правоохранительных органов. В Human Rights Watch отмечали, что на конец июля 162 человека оставались под стражей (в числе похищенных бывший городской голова Херсона Владимир Миколаенко[160]).
- Задержание, угрозы расстрела, многочасовые допросы и четырёхмесячное заключение подростка, в смартфоне которого российские военные нашли подписки на проукраинские телеграм-каналы.
- По меньшей мере 13 случаев насильственного исчезновения гражданских, о состоянии которых близким не сообщали. В одном из случаев похищение было фактическим взятием в заложники матери, чтобы вынудить сына, состоявшего в добровольном объединении горожан для охраны общественного порядка, сдаться российским военным[159]. Также была похищена учительница после отказа вернуться в школу, её мужу спиливали зубы, ломали рёбра и применяли электрошокер[161].
- Двое российских военнослужащих расстреляли семерых человек в Херсонской области, включая главу сельской администрации Любовь Тымчак. По данным «РИА Новости», задержанные хотели поселиться в Абрикосовке, но глава села сказала, что пустых домов нет, после чего они убили её. Военных передали военной полиции[162].

За время оккупации в городе было организовано около 20 тюрем, в которых пытали местных жителей.

### Комментарии
1. ↑  В народе арбуз широко ассоциируется с Херсоном. По соц. опросам 13% ассоциируют этот город с арбузом. После деоккупации многие компании добавили на свои логотипы арбуз.